# Collinsia caliginosa
Collinsia caliginosa är en spindelart som först beskrevs av Ludwig Carl Christian Koch 1879.  Collinsia caliginosa ingår i släktet collinsior, och familjen täckvävarspindlar. Utöver nominatformen finns också underarten C. c. nemenziana.